# سربروس (فیلم)
«سربروس» (انگلیسی: Cerberus (film)) فیلمی در ژانر ترسناک و علمی–تخیلی است. از بازیگران آن می‌توان به امانوئل ووگیر و گرگ اویگان اشاره کرد.